# مدرسه ۴
مدرسه ۴ (به کره‌ای: 학교 4) یک درام نوجوان محصول شبکه کی‌بی‌اس۲ است که از ۸ آوریل ۲۰۰۱ تا ۳۱ مارس ۲۰۰۲ پخش شد.

## داستان
در حالی که مدرسه تا مدرسه ۳ مشکلات نوجوانان را آشکار کرد و به دنبال درک بزرگسالان بود، این درام با فصل قبل متفاوت است. برعکس، این درام فرآیندی را به تصویر می‌کشد که باعث می‌شود جوانان بفهمند برای زندگی مستقل در دنیا چه چیزی لازم است. علاوه بر این، با راه اندازی یک دبیرستان هنری به جای یک دبیرستان عمومی، قصد دارد سبک فرهنگ عامه را برای جوانان بیدار کند و به آنها بفهماند هنر زیبا چیست.